# Le Mans (film)
Le Mans is een Amerikaanse film uit 1971, gebaseerd op de 24 uur van Le Mans. De film is geregisseerd door Lee H. Katzin. Hoofdrol wordt vertolkt door Steve McQueen. In de film zijn beelden van de echte 24 uur van Le Mans uit 1970 verwerkt.

## Inhoud
De film heeft niet echt een verhaallijn. Het draait vooral om de race en de deelnemende auto's. De 24 uur van Le Mans is een wereldberoemde autorace waarvoor elk jaar (sinds 1923) een aantal wegen nabij Le Mans worden afgesloten om zo een ca 14 km lang circuit te vormen.
Middelpunt in deze film is het duel tussen de Duitser Stahler in een Ferrari 512LM en de Amerikaan Delaney in een Porsche 917. Delany rijdt onder hoge druk, omdat hij in het voorgaande jaar bij een ernstig ongeluk betrokken was waarbij een vriend om het leven kwam.

## Rolverdeling
| Acteur            | Personage         |
| ----------------- | ----------------- |
| Steve McQueen     | Michael Delaney   |
| Siegfried Rauch   | Erich Stahler     |
| Elga Andersen     | Lisa Belgetti     |
| Ronald Leigh-Hunt | David Townsend    |
| Fred Haltiner     | Johann Ritter     |
| Luc Merenda       | Claude Aurac      |
| Christopher Waite | Larry Wilson      |
| Louise Edlind     | Mrs. Anna Ritter  |
| Angelo Infanti    | Lugo Abratte      |
| Jean-Claude Bercq | Paul-Jacques Dion |
| Michele Scalera   | Vito Scaliso      |
| Gino Cassani      | Loretto Fuselli   |
| Alfred Bell       | Tommy Hopkins     |
| Carlo Cecchi      | Paolo Scadenza    |

## Nederlandse inbreng
De Nederlandse coureur Rob Slotemaker was verantwoordelijk voor een aantal stunts en het besturen van de camerawagen tijdens de opnamen van de film